# جوليان ليانز باريتيا
جوليان ليانز باريتيا (بالإسبانية: Julen Etxabeguren) (7 مارس 1991 بمدريد في إسبانيا - ) هو لاعب كرة قدم إسباني في مركز الدفاع. لعب مع ريال سوسيداد ب ونادي إيست فيف ونادي دندي.

## وصلات خارجية
- جوليان ليانز باريتيا على موقع قاعدة بيانات كرة القدم.إي يو (الإنجليزية)
- جوليان ليانز باريتيا على موقع Soccerbase.com (لاعب) (الإنجليزية)
- جوليان ليانز باريتيا على موقع Soccerway.com (الإنجليزية)
- جوليان ليانز باريتيا على موقع عالم كرة القدم.نت (الإنجليزية)